# Наце Димов
Атанас (Наце) Димов Чупаров е ранен македонист, брат на Димитър Чуповски.

## Биография
Роден е на 18-31 януари 1876 година във велешкото селото Папрадище. След като убиват баща му, се премества със семейството си в Крушево. От там Наце заминава да припечели пари в България. В София започва да учи във вечерно училище и влиза в Младата македонска книжовна дружина. По-късно започва работа в железницата във Варна. През 1901 година вече е машинист на железницата в Одеса, тогава в Русия. На следващата година влиза в Славяно-македонско научно и литературно дружество и остава там до 1905 година. Проявява най-голяма активност в дружеството заедно с брат си и д-р Гаврил Константинович. През февруари 1903 година става машинист в Санкт Петербург. За кратко отваря кафене в града, но бързо фалира и отново започва да работи като машинист.
В периода 1910-1912 година заедно с доведения от него Марко Атанасов Мушевич от Крушево изпращат молба до Светия синод на Руската църква и меморандум до министерството на външните работи за отваряне на занаятчийско училище, където да се преподава на македонски език с интернат в закрития Житошки манастир. Членува в Славянското благотворително дружество и други. Малко преди Балканската война става частен адвокат. От 1912 година е член на Славяномакедонското националнопросветно дружество „Св. Кирил и Методий“, а на следващата година влиза и в Руско-македонското благотворително дружество „Св. Кирил и Методий“. През 1913 година издава „Исторически очерк на Македония и македонските славяни“, „Причини за възникването на четническото движение в Македония“ и „Политически обзор на Македония и македонците“. Между 1913 и 1914 е член на редакционния съвет на списание „Македонский голос“, също така е член на Дружеството на литераторите, артистите, изкуствоведите и научните работници на Русия (от 1915). На надгробния му камък в Болшеоктенските гробища стои надпис от брат му Димитър:
| „ | Македонски деец Наце Димитриевич Димов. Умрял на 15 юли 1916 година, на 40 години от раждането. Живееше той и се бореше за правото и свободата на македонския народ. Умря той далече от родния край без да го види свободен. | “ |